# Cattedrale di Sant'Ambrogio
La cattedrale di Sant'Ambrogio o duomo di Vigevano è il principale edificio religioso di Vigevano.

## Storia
Consacrata il 24 aprile 1612, fu iniziata dal Duca di Milano Francesco II Sforza nel 1532, dopo che nel 1530 papa Clemente VII aveva proclamato Vigevano sede vescovile. Fu Eretta su progetto di Antonio da Lonate dopo aver demolito in gran parte quella precedente (della quale fu salvata la parte absidale) risalente alla seconda metà del Trecento, ma edificata su fondamenta ben più antica. Sono presenti infatti documenti del 963 e del 967 che parlano della basilica di Sant'Ambrogio in Vigevano e pertanto le origini della chiesa primitiva affondano a prima dell'anno mille. Del precedente edificio si conservano alcuni frammenti degli archetti decorativi del cornicione di stile gotico-lombardo, appartenenti all'antica basilica. Francesco II morì poco dopo aver intrapreso la costruzione della cattedrale.
Venuta meno la munificenza del duca, essa poté avere compimento con le offerte dei fedeli, del Comune e dei vescovi, giungendo al tetto nel 1553 e venendo ultimata solo nel 1606 allo stato rustico, sotto la guida del vescovo Giorgio Odescalchi, per poi essere definitivamente terminata alla fine del seicento, allorché fu compiuta la grandiosa facciata barocca ideata da Juan Caramuel y Lobkowitz, che fu vescovo della città dal 1673 al 1682. Poiché gli assi del duomo e della piazza Ducale sono differenti (la piazza era infatti scenografico ingresso al castello, e non alla cattedrale), il Caramuel fece erigere la nuova facciata in forma concava e fece eliminare l'originale rampa d'accesso al castello, completando il porticato sotto la torre del Bramante. L'espediente architettonico rendeva simmetrico il duomo rispetto alla piazza e mutava la "funzione politica" di quest'ultima: da "ingresso" del castello (potere civile) ad "anticamera nobile" del duomo (potere ecclesiastico).
Il campanile sfrutta come base una torre trecentesca (probabilmente l'antica torre civica) su cui è stato realizzato un primo sopralzo nel 1450, e un secondo nel 1818 con la costruzione dell'attuale cella campanaria sormontata da merli. Nel 1716 venne completata la cupola con la copertura in rame e nel 1753 venne terminata la sacrestia capitolare.
Durante tutto l'Ottocento si susseguirono numerosi lavori di restauro tra cui la costruzione dell'altare maggiore (1828-1830), a opera di Alessandro Sanquirico, e la decorazione del grandioso e luminoso interno a tre navate a opera di Francesco Gonin, Mauro Conconi, Vitale Sala, Cesare Ferrari e del pittore vigevanese Giovan Battista Garberini.

## Descrizione
La seconda cappella della navata sinistra, dedicata ai santi Giacomo e Cristoforo, oltre a un pregevole altare seicentesco ospita il Polittico Biffignandi, di Bernardo Ferrari, composto da sei tavole raffiguranti: Madonna col Bambino e angeli, Deposizione, San Domenico, San Francesco, San Giacomo Maggiore e San Giovanni, oltre la predella con i dottori della chiesa, racchiuso in una splendida cornice. In alto lo stemma della famiglia Biffignandi testimonia il patronato della cappella, rifatta nell'Ottocento.
Al di sotto una predella, di cui si ignora la provenienza originaria, è composta da due dipinti laterali con due profeti che svolgono cartigli e una tavola centrale con tre scene, dipinte in un'unica tavola divise da strisce dorate: Giuseppe calato nella cisterna, Giona gettato in acqua, inghiottito dalla balena, Mosè e il serpente di bronzo. Eseguita nella prima metà del sec. XVI da un pittore locale, probabilmente lo stesso Bernardo Ferrari, mostra un felice gusto narrativo e un colorito che richiamano influenze Gaudenziane.
Nella cappella di San Carlo o del santissimo Sacramento sono conservate altre due opere recentemente restaurate del pittore vigevanese: il Trittico Gusberti e un San Tommaso di Canterbury tra le sante Elena ed Agata. La Madonna con Bambino tra san Bernardino, santa Chiara e il beato Cristoforo Maccasoli, datata 1502 ma non firmata, proviene dalla chiesa conventuale della Madonna delle Grazie presso Paragella, distrutta nel 1805. Viene attribuita al pittore piemontese rinascimentale Macrino d'Alba; pur non presentando la vivacità cromatica del polittico della Certosa di Pavia, mostra con questo una certa analogia.
La tavola con la Crocefissione e santi è una delle poche opere datata e firmata in basso a destra "CAESAR MAGNUM FACIEBAT AN 1531" del pittore Cesare Magni, seguace di Leonardo. Venne donata dal Duca Francesco II Sforza come risulta nell'atto di donazione del 13 marzo 1534 in Archivio Capitolare. In alto Cristo terreo è circondato da angeli in volo. A sinistra la Vergine in veste rosso vivo e manto blu, mentre sant'Ambrogio in paramenti pontificali presenta il Vescovo Galeazzo Pietra in piviale arabescato. A destra la Maddalena in veste azzurra e manto rosso, San Giovanni e san Gerolamo, dalla folta barba. Sullo sfondo, paesi, figure e cavalieri che sfumano nell'azzurro.
Interessante dipinto del '500 lombardo è il Redentore sul Globo con la Madonna e San Giovanni Battista, attribuito a Bernardino Gatti (1495 ca./ 1576), detto il Soiaro.
Il monumento funebre di Galeazzo Pietra, primo vescovo di Vigevano dal 1530 al 1552, di bottega pavese, fu edificato per mano di un Bernardo Romano, probabilmente stretto parente di Cristoforo Romano. Precedentemente collocato nel presbiterio, fu trasferito durante i restauri del 1828/30 con l'aggiunta della pietra tra il sarcofago e l'iscrizione.
Il pittore ottocentesco Francesco Gonin ha scelto colori chiari e dorature per gli affreschi della volta, che raffigurano la vita di sant'Ambrogio, a cui la cattedrale è dedicata.
Di grande interesse è anche l'organo a canne che si trova in presbiterio, nella cantoria di destra, costruito nel 1782 dai Serassi di Bergamo.

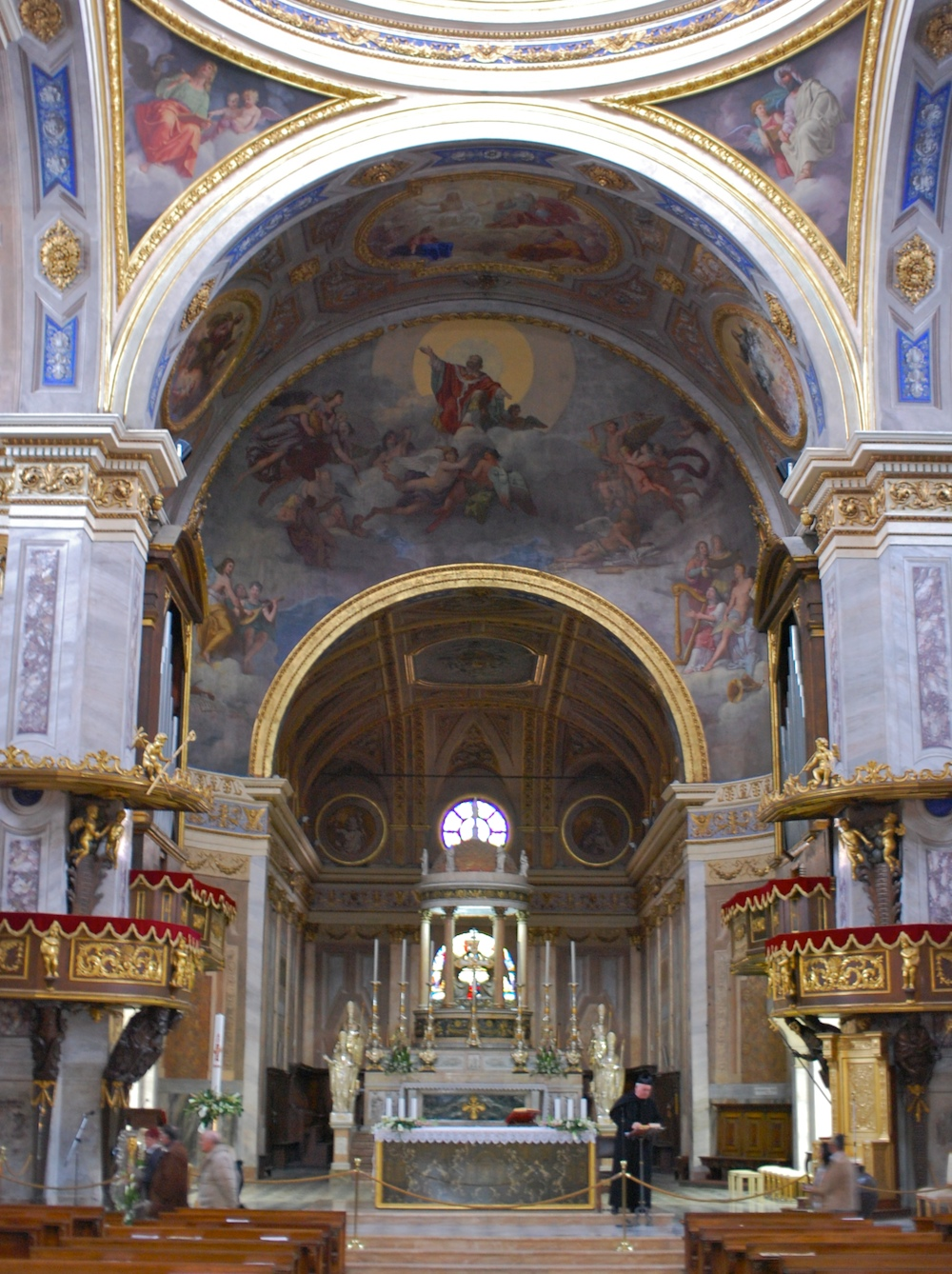
Presbiterio e altare maggiore
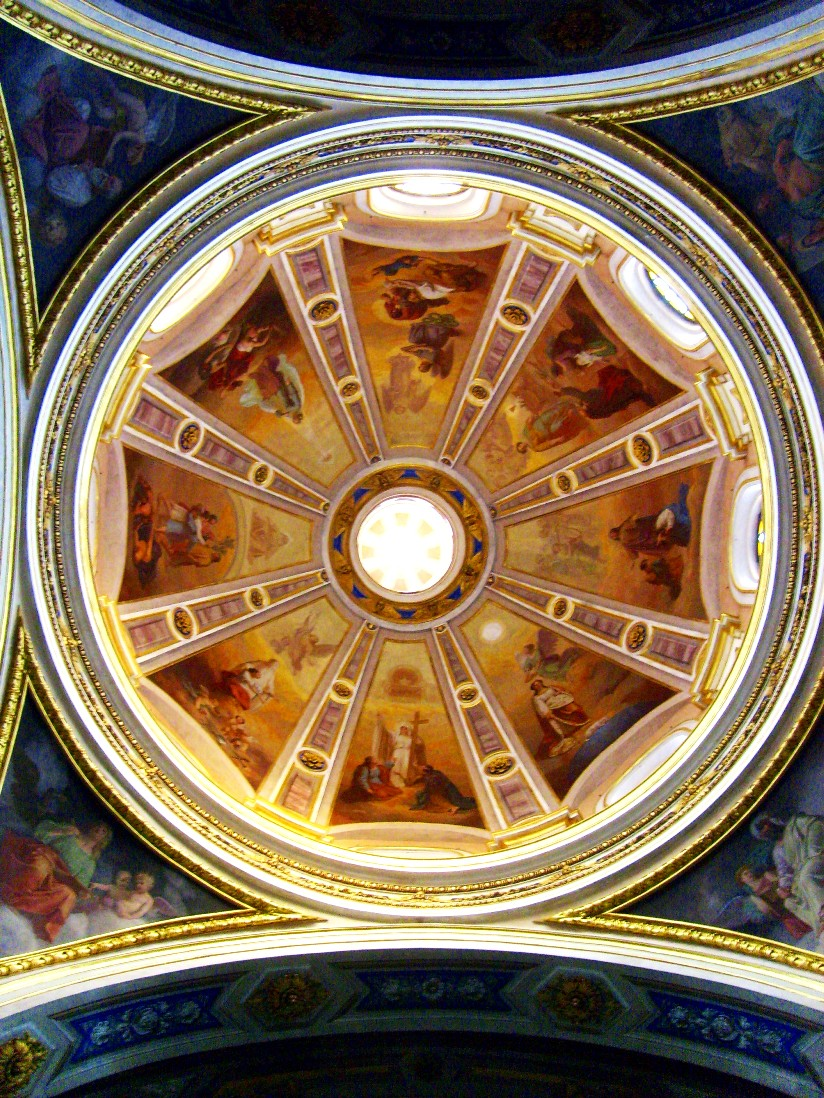
Interno della cupola affrescata dal Gonin
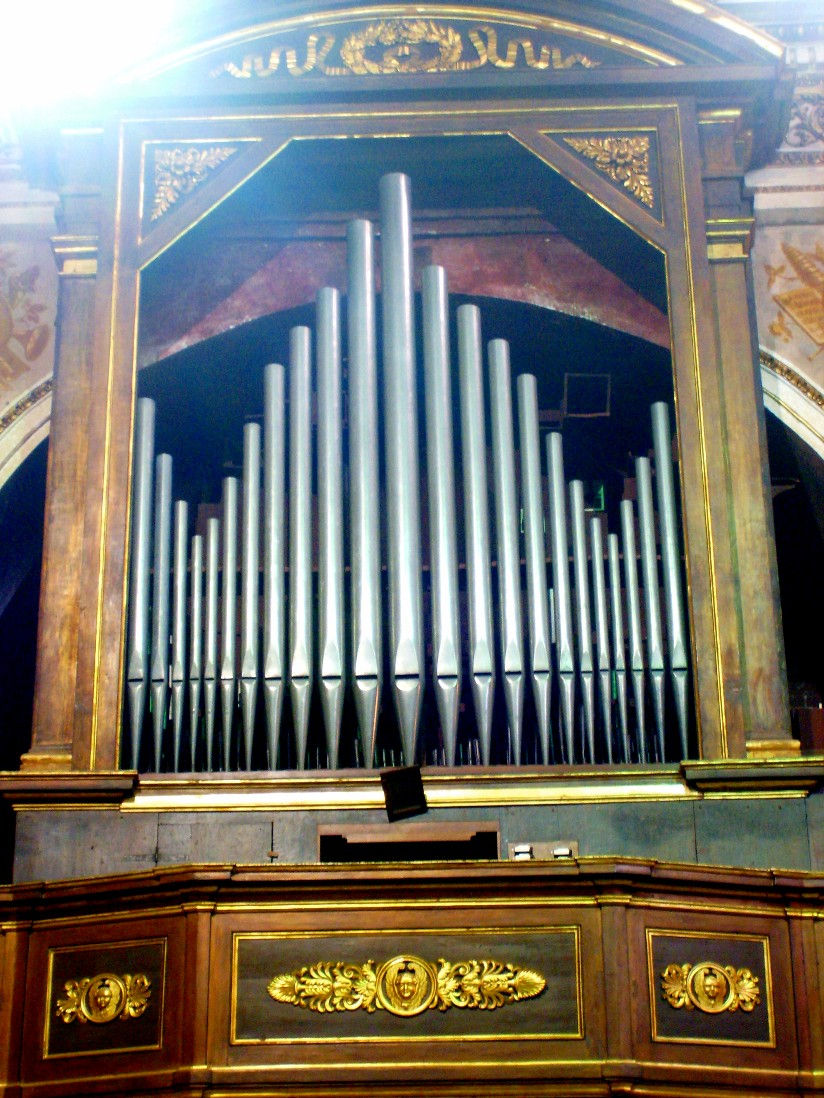
L'organo Serassi del 1782
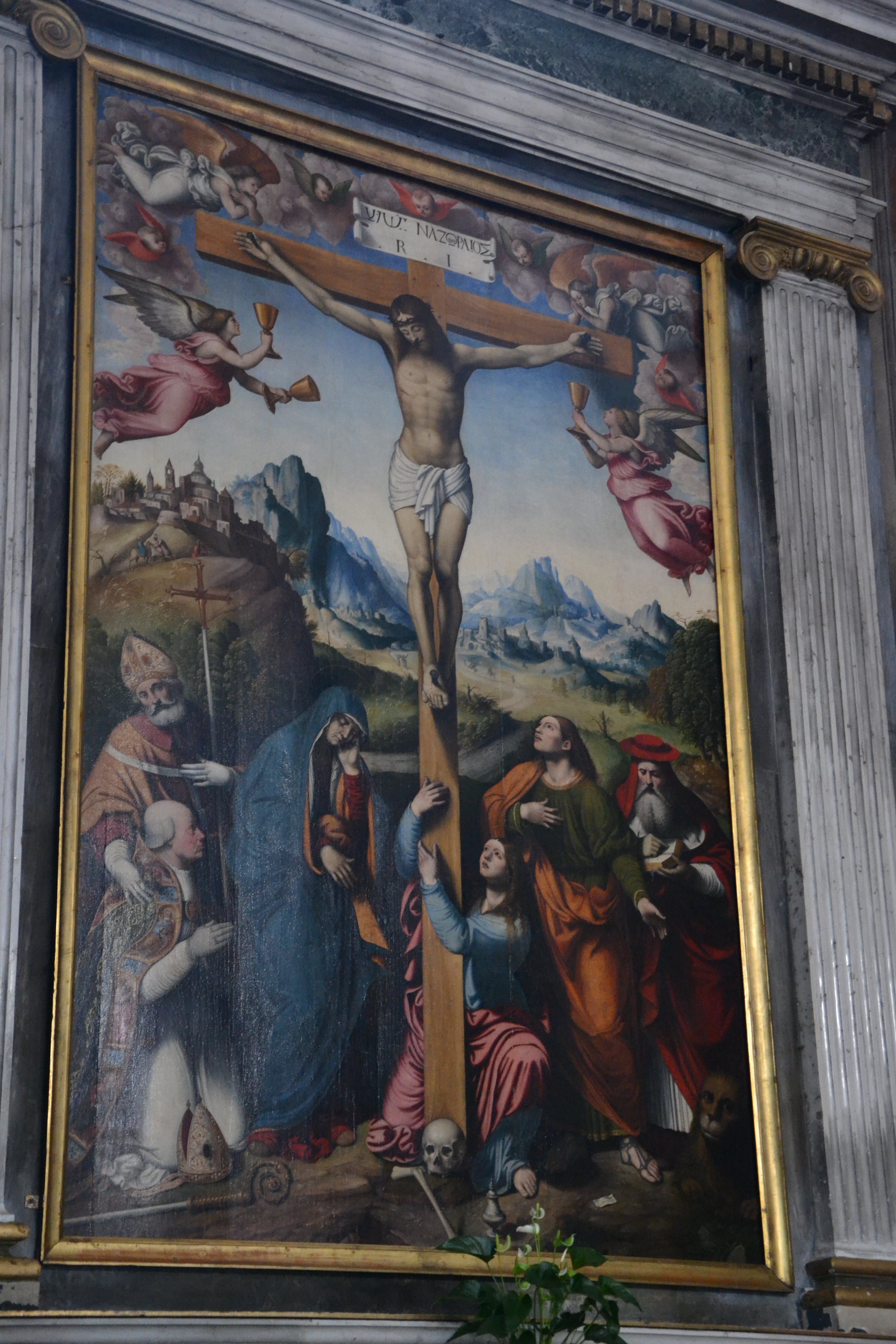
Crocefissione e santi, 1531, del pittore Cesare Magni
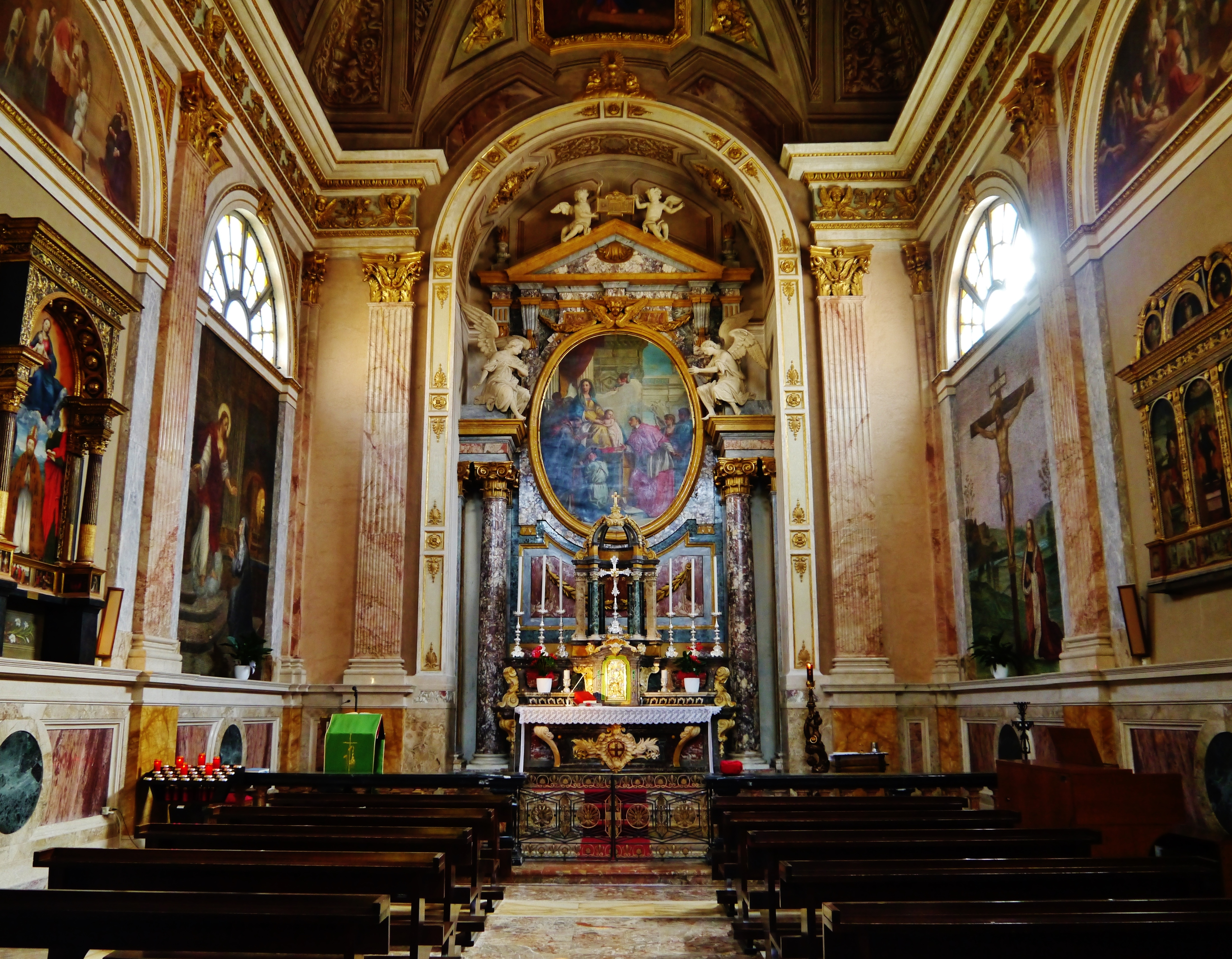
cappella di San Carlo o del santissimo Sacramento

## Il tesoro della cattedrale
Il duomo di Vigevano è anche divenuto famoso per il tesoro della cattedrale. Nel 1529 Francesco II Sforza era riuscito a riavere da Carlo V il Ducato di Milano e ottenne da Papa Clemente VII che la sua città natale, Vigevano, assurgesse a sede vescovile. In seguito a ciò, nel 1534 avvenne la donazione alla novella diocesi che costituisce il nucleo storico del tesoro.
Oltre a notevoli calici, pissidi e paramentali, esso conserva anche manoscritti di grande valore come un messale romano, un evangelario e un epistolario miniati da Giovan Giacomo Decio, e un altro messale romano opera del ferrarese Guglielmo Girardi miniato nel 1455-1460, un pastorale vescovile in avorio di narvalo e "La Pace", una preziosa suppellettile in argento dorato di scuola lombarda. Nella seconda sezione del museo sono conservati una serie di arazzi fiamminghi di Bruxelles (1520) e Audenarde (seconda metà del XVII secolo) con raffigurazioni sacre e profane, e due pregevoli stendardi cinquecenteschi delle antiche confraternite di Santa Maria del Popolo e dell'Annunziata. Nel tesoro della cattedrale è conservato inoltre un prezioso paramentale ricamato con fili d'oro, utilizzato dal papa per incoronare Napoleone Bonaparte re d'Italia nel duomo di Milano nel 1805.